# Isabel Abedi
Isabel Abedi, född 3 mars 1967 i München, är en tysk författare som har gett ut ett stort antal barn- och bilderböcker.

## Biografi
Abedi är uppvuxen i Düsseldorf, Tyskland, och är av tysk och iransk härkomst. Hon är utbildad copywriter.
Abedi debuterade som författare 2002 och har sedan dess gett ut närmare 50 barn- och bilderböcker. Hennes stora genombrott blev böckerna om den tuffa och fantasifulla flickan Lola och idag utgör bokserien om Lola tolv böcker. Hier kommt Lola! (2004) har även filmatiserats.